# Marco Ariano
Marco Ariano (* 1961 in Rom) ist ein italienischer Jazzschlagzeuger und Multimediakünstler.

## Leben
Ariano absolvierte eine Ausbildung als Jazzschlagzeuger. Er studierte außerdem Philosophie, Musiktherapie, Musikethnologie und Kunstpsychologie. Er arbeitete als Musiker u. a. mit Andrea Albertis Orchestra Mediterranea, Roberto Laneri, Silvana Licursi, dem Paolo Damiani Ensemble, Antonio Infantino, dem Francesco D’Errico Trio, Lutte Berg, Don Moye und Michael Thieke zusammen. Lyrische und Theaterprojekte verwirklichte er mit dem Teatro degli Artieri, Dark Camera, Claudio Morganti, Giulio Ceraldi, Giovanna Summo, Marcello Sambati und anderen.
Mit dem Gitarristen Antonio Iasevoli und dem Klarinettisten und Saxophonisten Michael Thieke bildet er das Trio Zeriletico, mit dem Saxophonisten Bruno Angeloni und dem Klarinettisten Marco Colonna das Trio ACA 3 +. 2003 veröffentlichte er das Album Sensuali eresie.

## Werke
- i suoni del vuoto, Performance, 1995
- Del sentire offerente, Konzert, Tuscania Festival, 1996
- Nido premondo, Performance, Festival di una notte, Piansano, 1998
- idiomidiofoni – archeofonie e dialetti futuri, Performance, 1999
- Carne Celeste, Performance, 2000
- Tabule della buialuce, Performance zu Installationen von Ada De Pirro, 2000
- La Vacuità Splendente, choreographisch-klangliche Meditation, 2000
- sensuali eresie dell’attraversamento, Performance, 2001
- d.e.i.s.c.e.n.z.e – voce-ritmo-poesia, 2001
- Sentire Offerente, Eco-partiture für Musik, Tanz, Poesie und Installationen, 2002
- impuro viscere, Offertorium für Frauenstimmen, Kontrabass und Perkussion, 2002
- appunti per orbite e aureole, 2003
- linea che separa offrendo, phono-visuelle Oper nach Dell’Aurora von María Zambrano für Stimme, Kontrabass, Perkussion und Elektronik, Convegno Internazionale „Maria Zambrano nel suo centenario“, 2004
- n frammenti limbici, Klanginstallation für Frauenstimmen, Kontrabass, Perkussion und Elektronik, Museo Laboratorio di Arte Contemporanea  der Università La Sapienza, Teatro Furio Camillo, 2005
- La donazione della santa spina, 2005